# Sü Te-cheng
Sü Te-cheng (čínsky pchin-jinem Xǔ Déhéng, znaky 许德珩; 17. října 1890 — 8. února 1990) byl čínský pedagog a politik. Studoval v Číně a Francii, ve druhé polovině 20. a 30. letech působil na různých čínských univerzitách, patřil k levému křídlu Kuomintangu. Od poloviny 40. let působil ve Společnosti 3. září, jedné z menších politických stran v Čínské lidové republice (ČLR), a v letech 1949–1987 byl předsedou. Po založení Čínské lidové republiky byl ministrem rybolovu (1956–1970) a zastával vysoké pozice v zákonodárných a poradních sborech ČLR jako člen stálého výboru (1954–1956) a místopředseda stálého výboru Všečínského shromáždění lidových zástupců (1975–1988) a místopředseda celostátního výboru Čínského lidového politického poradního shromáždění (1965–1983).

## Život
Sü Te-cheng se narodil 17. října 1890 v Ťiou-ťiangu na severozápadě provincie Ťiang-si. Jeho pradědeček Sü Čen-šeng byl generálem tchajpchingské armády a padl při útoku na provincii Chu-pej. Jeho dědeček Sü Teng-sün se skrýval a provozoval lékařskou praxi. Jeho otec Sü Chung-lu byl úředníkem v prefektuře Šao-sing. Sü Te-cheng se účastnil sinchajské revoluce roku 1911, studoval na Pekingské univerzitě, kde se účastnil hnutí čtvrtého května. Roku 1920 odjel studovat a pracovat do Lyonu, na tamní univerzitě roku 1924 získal magisterský titul. Po návratu do Číny přednášel na různých čínských univerzitách, vstoupil do Kuomintangu, v němž patřil k levému křídlu. V první polovině 30. let působil na Pekingské univerzitě, podporoval protijaponské hnutí. Roku 1937 odešel Ťiang-si, kde zorganizoval vojenskou a politickou školu. Kuomintangskou vládou byl přizván do Lidové politické rady, roku 1944 v Čchung-čchingu s přáteli založil Fórum pro demokracii a vědu, v září 1945 přejmenované na Fórum 3. září, podle dne, kdy skončila Druhá světová válka. V květnu 1946 bylo fórum reorganizováno na Společnost 3. září a Sü Te-cheng zvolen předsedou jejího ústředního výboru, současně působil na Pekingské univerzitě.
Při vzniku Čínské lidové republiky na podzim 1949 Sü Te-cheng patřil mezi zástupce Společnosti 3. září v celostátním výboru Čínského lidového politického poradního shromáždění (ČLPPS) a ve státní administrativní radě se stal členem jejího politického a právního výboru a místopředsedou jemu podřízeného výboru pro legislativu. Roku 1953 byl navíc zvolen členem stálého výboru celostátního výboru ČLPPS (do něhož byl opakovaně znovu volen, členem zůstal do roku 1983).
V roce 1954 zvolen poslancem Všečínského shromáždění lidových zástupců (byl znovuzvolen roku 1959, 1964, 1975, 1978 a 1983, poslancem zůstal do roku 1988) a působil jako člen stálého výboru shromáždění (do roku 1956), místopředseda politického a právního výboru Státní rady, od roku 1956 ministrem rybolovu (resp. vodních produktů, do kulturní revoluce), a od roku 1965 i místopředseda celostátního výboru Čínského lidového politického poradního shromáždění (do roku 1983). V závěru kulturní revoluce byl v lednu 1975 zvolen i místopředsedou stálého výboru Všečínského shromáždění lidových zástupců.
Roku 1979 vstoupil do Komunistické strany Číny. Roku 1983 již nebyl znovuzvolen místopředsedou celostátního výboru ČLPPS, v prosinci 1987 opustil funkci předsedy Společnosti 3. září a v dubnu 1988 mu skončilo funkční období ve vedení Všečínského shromáždění lidových zástupců.
Zemřel v Pekingu 8. února 1990 ve věku 99 let.